# Basílica de la Caridad (La Unión)
La basílica menor de Nuestra Señora de la Caridad es una basílica católica en Agoo, La Unión, en el país asiático de las Filipinas que está dedicada a Nuestra Señora de la Caridad. Es la sede de la parroquia Sta. Mónica, Agoo, La Unión, de la diócesis católica de San Fernando de La Unión.
La basílica se encuentra en una diócesis de rito latino de la Iglesia católica en Filipinas, en la arquidiócesis de Nueva Segovia. La iglesia fue fundada y completada en 1578 por frailes franciscanos, Juan Bautista Lucarelli de Pésaro, Italia y Sebastián de San Francisco de Baesa, España. La iglesia original fue construida con materiales autóctonos, nipa y bambú.
El Papa Francisco concede un decreto Pontifical de coronacion canonical para la sagrada imagen de la Virgen Augusta en abril de 2024, y el rito de coronacion ser ejecutado el 6 de diciembre de 2024. La iglesia es decreta un basílica menor desde un proclamación titulado "Signum illud Sanctuariumque" desde el Papa Juan Pablo II en año 1982. 